# مستقبل تام مستمر
المستقبل المستمر (بالإنجليزية: future perfect Continuous)‏ هو زمن من أزمنة اللغة الإنجليزية،وهو الزمن الذي يشير أو يعبر عن نشاط أو فعل معين سوف يحصل باستمرارية معينة في وقت معين في المستقبل قبل نشاط آخر أو حدث آخر.

## التكوين
يتكون زمن المستقبل المستمر من will + have + been + v.ing.
- ماضي تام.
- ماضي تام مستمر.
- ماضي مستمر.
- مستقبل مستمر.